# Garou
Pierre Garand (ismertebb nevén: Garou, Québec, 1972.június 26. –) kanadai énekes.1998-ban a Notre-Dame de Paris című musical által lett ismert. Eddigi 7 éves zenei pályája alatt, 5 albumot adott ki, énekelt duettet többek közt Céline Dionnal.

## Albumok
- Seul – 2000
- Seul… avec vous – 2001
- Reviens – 2003
- Garou(album) – 2006
- Piece Of My Soul - 2008
- Version Intégrale - 2010